# Eratosthenes (cráter)

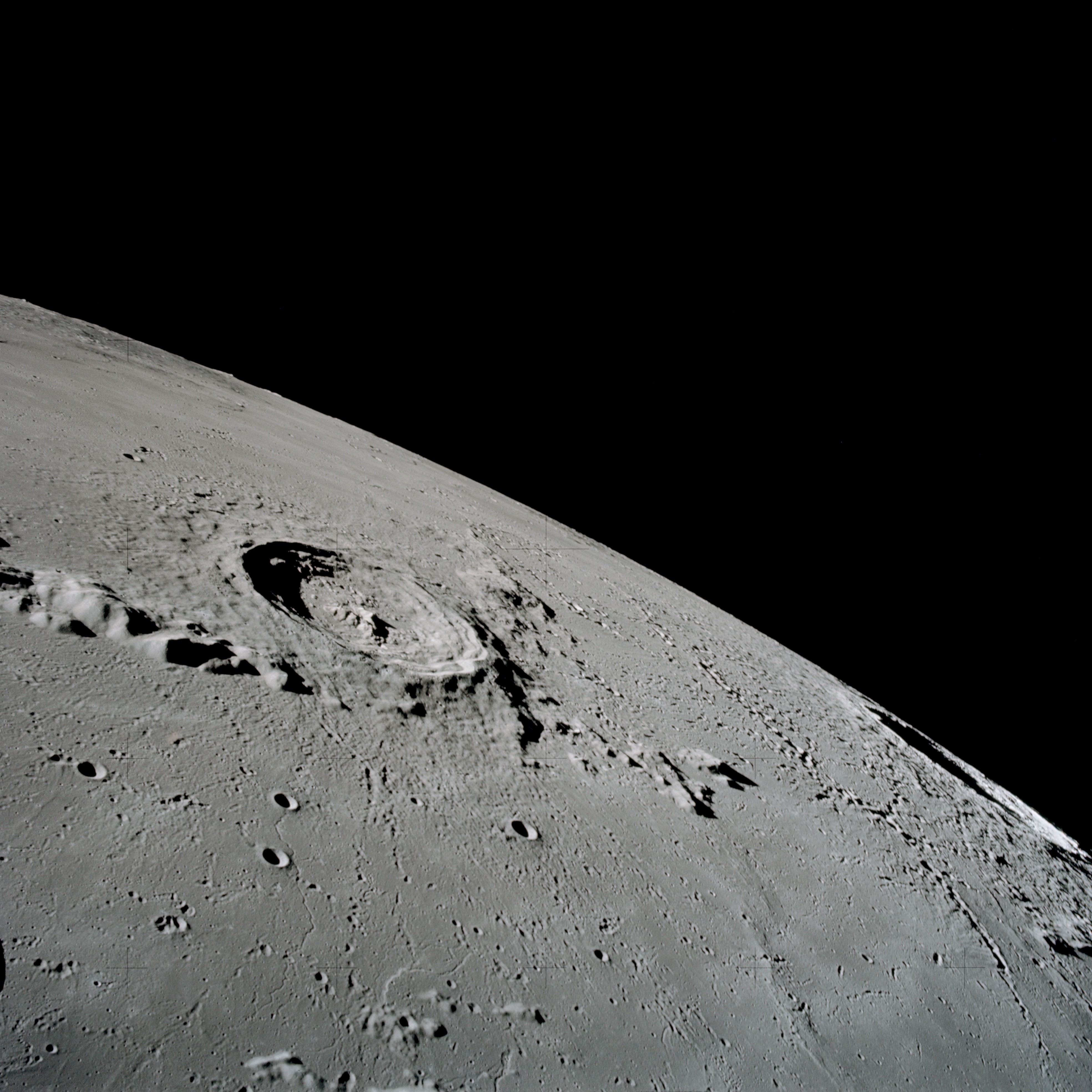
Eratosthenes (abajo a la derecha del centro) y sus alrededores desde el Apolo 17. Imagen NASA.

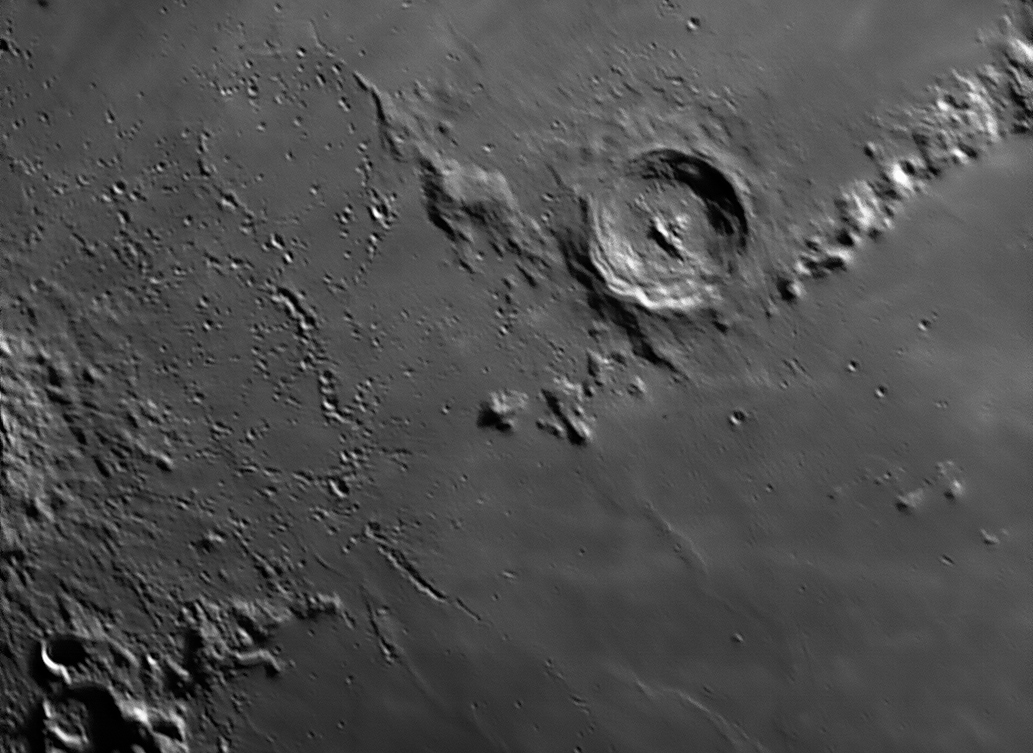
Cráter Eratosthenes. Foto tomada desde la Tierra. Autor: Georgi Georgiev, Stara Zagora, Bulgaria.

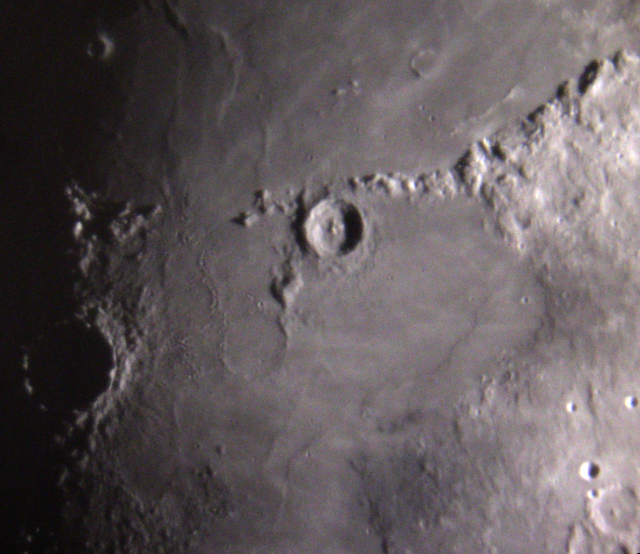
Eratosthenes visto desde la Tierra.

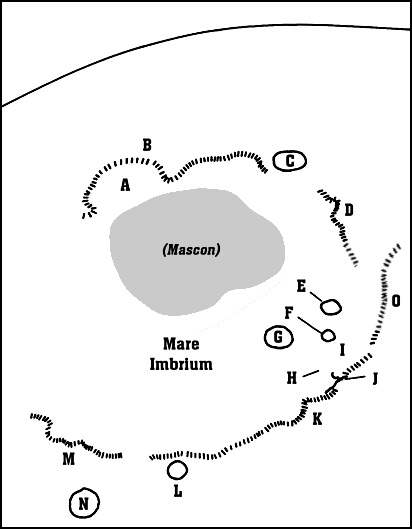
Mapa de detalle de los elementos del Mare Imbrium. Eratosthenes está marcado con una "L".

Eratosthenes es un cráter de impacto lunar relativamente profundo que se encuentra en el límite entre las regiones del Mare Imbrium y del Sinus Aestuum. Se halla en el límite occidental de la cordillera de los Montes Apenninus. El cráter tiene un borde circular bien definido, con una pared interior aterrazada, picos montañosos en su centro, un suelo irregular, y una segunda rampa exterior formada por materiales eyectados. Carece de un sistema de marcas radiales propio, pero está cubierta por los rayos del prominente cráter Copernicus, situado hacia el suroeste.
Lleva el nombre del antiguo astrónomo griego Eratóstenes de Cirene, quien calculó el diámetro de la Tierra, así como la distancia desde la Tierra a la Luna y al Sol.
|  |

El período Eratosteniano en la escala de tiempo geológico lunar recibe el nombre de este cráter, aunque su época de formación específicamente no coincide con el inicio del período. Se estima que el cráter se formó hace aproximadamente 3.200 millones de años.
Cuando el sol se halla a poca altura sobre el horizonte lunar, este cráter es muy visible debido a la sombra proyectada por su borde. Sin embargo, cuando el Sol está directamente sobre su vertical, Eratosthenes se integra visualmente en el entorno, y se hace más difícil localizarlo. Los rayos de Copérnico atraviesan la zona, y su mayor albedo sirve como una forma de camuflaje.
En 1851, Henry Blunt (astrónomo de Shropshire) construyó un modelo de la superficie de la luna en el que se mostraba el cráter Eratóstenes. El modelo se basa en las observaciones efectuadas por Blunt con un telescopio reflector desde su casa en Shrewsbury, siendo mostrado al público ese mismo año en la Gran Exposición de Londres.
En las décadas de 1910 y 1920, William H. Pickering observó manchas oscuras en el cráter que variaban de manera regular durante cada día lunar. Propuso la idea especulativa de que estos parches parecían migrar a través de la superficie, sugiriendo la idea de la presencia de rebaños de pequeñas formas de vida. La idea recibió un cierto grado de atención, debido principalmente a la reputación de Pickering.

## Cráteres satélite
Por convención estos elementos son identificados en los mapas lunares poniendo la letra en el lado del punto medio del cráter que está más cerca de Eratóstenes.
|              | \| Eratosthenes \| Coordenadas \| Diámetro \| \| ------------ \| ------------------------------- \| -------- \| \| A \| 18°20′N 8°20′O / 18.34, -8.33 \| 5.7 km \| \| B \| 18°42′N 8°42′O / 18.70, -8.70 \| 5.3 km \| \| C \| 16°53′N 12°23′O / 16.89, -12.39 \| 5.2 km \| \| D \| 17°26′N 10°54′O / 17.44, -10.90 \| 3.8 km \| \| E \| 17°56′N 10°53′O / 17.93, -10.89 \| 3.8 km \| \| F \| 17°41′N 9°55′O / 17.69, -9.91 \| 4.0 km \| \| H \| 13°19′N 12°15′O / 13.31, -12.25 \| 3.5 km \| \| K \| 12°51′N 9°16′O / 12.85, -9.26 \| 4.3 km \| \| M \| 14°01′N 13°35′O / 14.02, -13.59 \| 3.5 km \| \| Z \| 13°45′N 14°06′O / 13.75, -14.10 \| 0.6 km \| |          |
| Eratosthenes | Coordenadas | Diámetro |
| A            | 18°20′N 8°20′O / 18.34, -8.33 | 5.7 km   |
| B            | 18°42′N 8°42′O / 18.70, -8.70 | 5.3 km   |
| C            | 16°53′N 12°23′O / 16.89, -12.39 | 5.2 km   |
| D            | 17°26′N 10°54′O / 17.44, -10.90 | 3.8 km   |
| E            | 17°56′N 10°53′O / 17.93, -10.89 | 3.8 km   |
| F            | 17°41′N 9°55′O / 17.69, -9.91 | 4.0 km   |
| H            | 13°19′N 12°15′O / 13.31, -12.25 | 3.5 km   |
| K            | 12°51′N 9°16′O / 12.85, -9.26 | 4.3 km   |
| M            | 14°01′N 13°35′O / 14.02, -13.59 | 3.5 km   |
| Z            | 13°45′N 14°06′O / 13.75, -14.10 | 0.6 km   |